# CD244

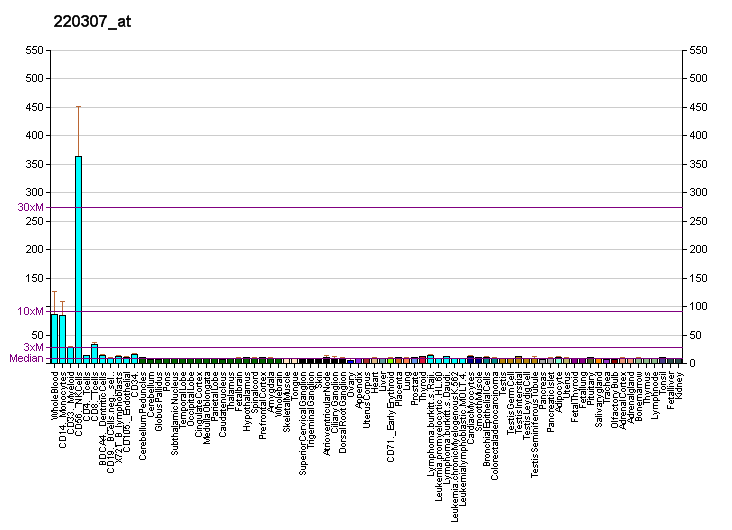
graf exprese genu CD244

CD244, také známý jako 2B4 nebo SLAMF4, je transmembránový protein typu I patřící do rodiny receptorů signálních lymfocytárních aktivačních molekul (SLAMF), které jsou exprimovány v různých typech hematopoetických buněk. CD244 hraje roli v regulaci imunitního systému.
Ligandem CD244 je molekula CD48 (SLAMF2). CD48 patří také do rodiny SLAMF, nemá intracelulární doménu a k cytoplazmatické membráně je připojen pomocí GPI kotvy. CD244 a CD48 jsou jediné receptory z rodiny SLAMF, které vytvářejí heterofilické interakce.

## Gen
Receptor CD244 je kódován genem CD244 umístěným na dlouhém raménku lidského chromozomu 1. Existují různé izoformy tohoto proteinu vzniklé alternativním sestřihem transkriptu. CD244 byl poprvé popsán v NK buňkách, je ale také exprimován v monocytech, bazofilech, eosinofilech, žírných buňkách, dendritických buňkách a T-lymfocytech.

## Struktura
Receptor se skládá z intracelulární, transmembránové a extracelulární domény. Intracelulární doména obsahuje čtyři ITSM a interaguje s proteiny obsahujícími SH2 doménu. Tyto proteiny se účastní signalizace a určují, zda bude signál aktivační nebo inhibiční. Extracelulární oblast receptoru se skládá z jedné IgV domény a jedné IgC2 domény.

## Funkce
CD244 může fungovat jako aktivační nebo inhibiční receptor. Míra exprese a dostupnost adaptorového proteinu SAP je rozhodující pro to, jaký signál nastane. Inhibiční signál je zprostředkován vazbou fosfatáz SHP1, SHP2, SHIP-1 nebo kinázy CsK na třetí ITSM. Aktivačnísignalizace je spojena s adaptorovým proteinem SAP. SAP se váže na fosforylované tyrosiny ITSM. Poté se na něj naváže kináza Fyn, která aktivuje další proteiny signalizace. Vazba EAT2 je spojena s aktivačním i inhibičním signálem.
CD244 je exprimován ve všech typech NK buněk. Signalizace přes tento receptor je u NK buněk spojena s aktivací cytotoxicity a produkce IFNγ. CD244 je také exprimován v podskupině efektorových a efektorových paměťových CD8+ T-lymfocytů, kde aktivační signalizace vede ke zvýšení proliferace a cytotoxicity.

## Role CD244 při virových infekcích
NK buňky a CD8+ T-lymfocyty hrají zásadní roli v antivirové imunitě. Aktivační signalizace přes CD244 vede ke zvýšení jejich cytolytické aktivity, kterou využívají k zabíjení infikovaných buněk. Exprese CD244 je zvýšená, a naopak exprese SAP je snížená během některých chronických virových infekcí, jako jsou například infekce viry HIV, HBV a HCV, a to je spojeno s inhibičním signálem a vyčerpáním CD8+ T-lymfocytů.

## Role CD244 při nádorovém onemocnění
NK buňky, T-lymfocyty, dendritické buňky a myeloidní supresorové buňky vyskytující se v mikroprostředí nádoru exprimují CD244. Typ signálu závisí na poměru povrchového proteinu CD244 a adaptorového proteinu SAP. Bylo však prokázáno, že v imunitních buňkách spojených s nádorem převažuje inhibiční signalizace.
NK buňky a CD8+ T-lymfocyty využívají svou cytolytickou aktivitu k zabíjení nádorových buněk. Zvýšená exprese CD244 v těchto buňkách je spojena s inhibičním signálem a vyčerpáním buněk, což má za následek snížení jejich proliferace a cytotoxicity, a vede to k narušení protinádorové imunitní odpovědi. Hlavní funkcí dendritických buněk je prezentace antigenu. CD244 v dendritických buňkách je spojen s inhibiční signalizací v důsledku nízké exprese SAP, což vede ke snížené produkci prozánětlivých cytokinů a omezené schopnosti aktivovat NK buňky a T-lymfocyty. Myeloidní supresorové buňky jsou supresivní buňky nacházející se mimo jiné také v nádorech. Zvýšení jejich počtu v nádoru souvisí s progresí onemocnění. Je známo, že signalizace přes CD244 v těchto buňkách zvyšuje jejich imunosupresivní kapacitu, což vede ke snížené imunitní odpovědi proti nádorům.